# Мьёльбю
Мьёльбю (швед. Mjölby) — город в лене Эстергётланд в Швеции, центр одноимённой коммуны.

## Города-побратимы
Городами-побратимами Мьёльбю являются:
- Ханкасалми (Финляндия)[2].
- Хяядемеесте (Эстония)[2]
- Кармёй (Норвегия)[2]